# Moulin de Bourgdion
 (décembre 2021).
Si vous disposez d'ouvrages ou d'articles de référence ou si vous connaissez des sites web de qualité traitant du thème abordé ici, merci de compléter l'article en donnant les références utiles à sa vérifiabilité et en les liant à la section « Notes et références ».
Le moulin de Bourgdion est un moulin situé en France sur la commune de Saint-Rémy-la-Varenne, dans le département de Maine-et-Loire en région Pays de la Loire.
Celui-ci fait l'objet d'une inscription au titre des monuments historiques depuis le 3 juillet 1975.

## Localisation
Le moulin est situé dans le département français de Maine-et-Loire, sur la commune de Saint-Rémy-la-Varenne.

## Description
Il s'agit d'un moulin cavier sur pivot, doté de 4 ailes. Le moulin n'est plus en service à ce jour, mais il a conservé: sa hucherolle, ses ossatures d'ailes, ses meules ainsi qu'une bonne partie des pièces mécaniques d'entrainement (rouet, fusée, gros fer, hérisson, ...). 
Il a fait l'objet d'une première tranche de restauration en 1978 puis de travaux complémentaires d'améliorations au début des années 2000. 
C'est l'un des moulins d'Anjou possédant une "masse" ou "cave" non enterrée les plus imposantes. Le "Massereau" est consolidé à sa base par la présence de cinq salles voutées.
La construction de la "Masse" à la base du moulin est en pierre de pays et tuffeaux. La partie habitation est en tuffeaux. L'ensemble des couvertures (maison et hucherolle) est composé d'ardoises locales.

## Historique
L'édifice est inscrit au titre des monuments historiques en 1975. 
Le moulin du Bourg Dion a été construit en 1862 par Armand Deléon (meunier, né en 1817 et fils de Joseph Deléon, meunier également). La maison d'habitation qui est accolée à la masse du moulin fut construite également par Armand Deléon en 1873 (références aux archives départementales 3P5-332-7) 
Ce moulin fut bâti depuis son origine avec le système Berton permettant l'ouverture et la fermeture de la voilure de façon mécanisé, cette voilure étant constituée de pales fines en bois.  
Grâce à ce système et la grande taille du moulin, il est équipé de deux paires de meules.
Le moulin a fonctionné à la force éolienne jusqu'en 1922, puis de façon mécanique à l'occasion de la seconde guerre mondiale.